# Bandannas, Tattoos & Tongue Rings
Bandannas, Tattoos & Tongue Rings — девятый студийный альбом американского рэпера Messy Marv, выпущенный 25 января 2005 года. В гостевом участии в альбоме присутствуют Lil' Flip (указан как Clover Geez), Suga Free, Rich The Factor, Dead Prez, Guce, E-40 и Yukmouth. Альбом занял 80-ю позицию в чарте Billboard Top R&B/Hip-Hop Albums. Трек «Get On My Hype», вошедший в альбом, считается одной из его наиболее известных песен. Примечательно, что трек был спродюсирован сыном E-40 Droop-E.

## Список композиций
1. «The Toast» 1:52
2. «2 To The Neck» 3:17
3. «I’m Too Thowed» 4:29
4. «Tycoonin'» 3:26
5. «The Ice Down» (Skit) 1:22
6. «Still Ballin'» (при участии Clover Geez) (Lil' Flip и Big Shasta) 4:47
7. «Momma» 4:52
8. «Sexy Thang» (при участии Suga Free) 4:28
9. «Eat The Poot» (Skit) 1:06
10. «That Thurr» (при участии Rich The Factor) 4:13
11. «Wanna B Yours» 3:29
12. «U Ain’t The Only 1» (при участии Dead Prez) 4:50
13. «Let It B Known» (при участии Guce) 4:22
14. «Don’t You Say That» 3:07
15. «Mac Dre & The Mac» (Tribute) 3:45
16. «Neva B Right» (при участии E-40 и Yukmouth) 4:03
17. «Get On My Hype» 3:25